# Rezar
Gzim Selmani (né le 16 juin 1994 à Huizen aux Pays-Bas) plus connu sous le nom de Rezar est un catcheur (lutteur professionnel) et un pratiquant d'arts martiaux mixtes albanais. Il est principalement connu pour son travail à la World Wrestling Entertainment (WWE) de 2015 à 2020.
Il grandit aux Pays-Bas et pratique divers arts martiaux et commence à être pratiquant d'arts martiaux mixtes de 2012 à 2014.
En mai 2015, il s'engage avec la WWE et prend le nom de Rezar à la NXT. Il fait équipe avec Akam avec qui il remporte le tournoi Dusty Rhodes Tag Team Classic puis les championnats par équipes de la NXT.

## Jeunesse
Les parents de Selmani sont des albanais du Kosovo. Il a un frère aîné Egzon et tous deux commencent très tôt à pratiquer plusieurs arts martiaux ou sports de combat. Il commence le judo à quatre ans, le kickboxing à 12 ans et les arts martiaux mixtes à 15 ans.

## Carrière de combattant d'arts martiaux mixtes
Selmani s'entraîne pour être combattant d'arts martiaux mixtes au camp d'entraînement Golden Glory. Il remporte deux combats amateurs de shooto aux Pays-Bas avant de vaincre Anatoli Ciumac le 24 novembre 2012 pour son premier combat professionnel. Il connait sa première défaite quand Ante Delija le met K.O. le 24 mai 2013. Après cette défaite, il enchaine les victoires en soumettant Mario Milosavljevic  le 9 novembre puis Tomaz Simonic le 13 décembre.
Le 5 avril 2014, il réussit à soumettre l'ancien combattant de l'Ultimate Fighting Championship Oli Thompson en le soumettant après 18 secondes de combat. Après ce combat, le Bellator MMA le contacte pour affronter Daniel Gallemore le 24 octobre au cours de Bellator 130. Selmani tient tête à son adversaire durant la première reprise avant d'être mis K.O. à moins de 30 secondes de la fin de la seconde reprise.

## Carrière de catcheur

### World Wrestling Entertainment

#### NXT (2015–2018)
Le 18 mai 2015, Selmani signe un contrat avec la World Wrestling Entertainment. Il rejoint le WWE Performance Center, le centre d'entraînement de la fédération.
Il commence sa carrière en utilisant son véritable nom et perd face à Josh Woods pour son premier combat le 30 janvier 2016. Pour sa première apparition télévisé le 15 juin à NXT, il fait équipe avec Sunny Dhinsa avec Paul Ellering comme manager et remportent de manière expéditive leur match face à CJ O'Doyle et Sean Swag. Ils se font appeler les Authors of Pain et ils prennent des noms de ring en août : Dhinsa se fait appeler Akam tandis que Selmani prend le nom de Rezar.  Ils remportent le tournoi Dusty Rhodes Turmoil Tag Team le 19 novembre après leur victoire face à TM61 (Nick Miller et Shane Thorne).
Leur victoire dans ce tournoi font d'eux les challengers pour le championnat par équipes de la NXT à NXT TakeOver: San Antonio le 28 janvier 2017. Ils remportent ce titre face à Johnny Gargano et Tommaso Ciampa. Lors de NXT Takeover: Brooklyn III, ils perdent contre SAniTY et perdent leurs titres.
Le 7 avril à NXT Takeover: New Orleans, ils ne remportent pas les titres par équipe de la NXT en perdant contre The ndisputed Era, ce match impliquait également Roderick Strong et Pete Dunne.

#### Raw Tag Team Champion et renvoi (2018-2020)
Le 9 avril à Raw lors du Superstar Shake-Up, The Authors of Pain font leurs débuts en battant Heath Slater et Rhyno.
Le 5 novembre à Raw, Akam & Rezar battent Seth Rollins au cours d'un match handicap et remportent les WWE Raw Tag Team Championships.
Le 18 novembre lors des Survivor Series (2018), ils battent les champions par équipe de SmackDown : Cesaro & Sheamus au cours d'un Champions. vs Champions match .
Le 10 décembre à Raw, AOP perdent les titres par équipe de Raw au cours d'un match handicap qui incluait Drake Maverick dans leur équipe contre Bobby Roode & Chad Gable.
À la suite d'une blessure de Akam, Rezar continue en solo en attendant le retour de son coéquipier.
Le 27 janvier lors du Kick-off du Royal Rumble (2019), Rezar perd avec Scott Dawson contre Bobby Roode & Chad Gable.
Le 4 septembre, la WWE annonce avoir mis fin aux contrats d'Akam et de Rezar.

## Palmarès

### En arts martiaux mixtes
| 6 combats      | 4 victoires | 2 défaites |
| Par KO         | 1           | 2          |
| Par soumission | 3           | 0          |
| Sur décision   | 0           | 0          |

| Résultat | Record | Adversaire          | Méthode                                           | Événement                                   | Date             | Round | Temps | Lieu                         | Notes |
| -------- | ------ | ------------------- | ------------------------------------------------- | ------------------------------------------- | ---------------- | ----- | ----- | ---------------------------- | ----- |
| Défaite  | 4-2    | Daniel Gallemore    | K.O. technique (coups de poing)                   | Bellator 130                                | 24 octobre 2014  | 2     | 4:33  | Mulvane (Kansas)             |       |
| Victoire | 4-1    | Oli Thompson        | Soumission technique (étranglement en guillotine) | BAMMA 15 - Thompson vs. Selmani             | 5 avril 2014     | 1     | 0:18  | Londres, Grande-Bretagne     |       |
| Victoire | 3-1    | Tomaz Simonic       | Soumission (clé de bras en triangle)              | Final Fight Championship 10                 | 13 décembre 2013 | 1     | 1:54  | Skopje, Macédoine            |       |
| Victoire | 2-1    | Mario Milosavljevic | Soumission (étranglement en guillotine)           | Bosnia Fight Championship 1                 | 9 novembre 2013  | 1     | 0:35  | Sarajevo, Bosnie-Herzégovine |       |
| Défaite  | 1-1    | Ante Delija         | K.O. technique (coups de poing)                   | Final Fight Championship 5                  | 24 mai 2013      | 1     | 3:09  | Osijek, Croatie              |       |
| Victoire | 1-0    | Anatoli Ciumac      | K.O. technique (abandon)                          | Klash Champions Battlefield - Road to Glory | 24 novembre 2012 | 2     | 5:00  | Brasov, Roumanie             |       |

### En catch
- World Wrestling Entertainment (WWE)
  - 1 fois champion par équipe de Raw avec Akam[21]
  - 1 fois champion par équipe de la NXT avec Akam[22]
  - Vainqueur du Dusty Rhodes Tag Team Classic (2016) avec Akam

## Récompenses des magazines
- Pro Wrestling Illustrated

| Année | 2016 | 2017 | 2018 | 2019 |
| ----- | ---- | ---- | ---- | ---- |
| Rang  | 372  | 224  | 211  | 211  |